# Yahoo!
Yahoo! je internetový portál provozovaný americkou společností Verizon Media z koncernu Verizon Communications. Portál založili v lednu 1994 David Filo a Jerry Yang, studenti Stanfordovy univerzity. Sídlo firmy je v Sunnyvale v Silicon Valley v Kalifornii. Slovo Yahoo je tvořeno prvními písmeny slov Yet Another Hierarchical Officious Oracle.
Yahoo je celosvětově známé svým internetovým portálem, vyhledávačem Yahoo Search a dalšími službami jako Yahoo Mail, Yahoo zprávy, Yahoo finance, Yahoo skupiny, Yahoo odpovědi a další. V roce 2007 byla zrušena služba Yahoo fotky, protože došlo k integraci s webem Flickr, který Yahoo získala již v roce 2005. 16. července 2012 byla výkonnou ředitelkou a prezidentkou společnosti jmenována Marissa Mayerová, bývalá vedoucí pracovnice Googlu. 20. května 2013 oznámila Yahoo oficiálně převzetí blogovacích stránek Tumblr. Akcie firmy od nástupu Mayerové, která přešla k Yahoo z Googlu s cílem oživit jednu z nejznámějších internetových značek, stouply o téměř 70 procent. Roku 2013 hack zasáhl všechny uživatelské účty.